# Gérard Ayache
Gérard Ayache (15 de setembre del 1952) és un especialista francès en els canvis dels fenòmens de comunicació, de la informació i l'emergència dels nous mitjans de comunicació. Va estudiar Dret a Niça i Ciències Polítiques a París, i és professor de comunicació i informació a la Universitat de París I.
Les seves recerques teòriques sobre la recepció dels missatges i sobre l'anàlisi automatitzada dels discursos el porten a crear, amb Jean-Marie Cotteret, professor d'Universitat, l'Institut Infométrie el 1978.
Amb Jean-Pierre Elkabbach en la direcció d'informatius d'Antenne 2, participa en l'elaboració de formes modernes d'informació televisada. Després va a FR3 per fer de director dels estudis i de conseller de programes. Aquestes funcions el fan participar de manera estreta en la concepció i en la posada en marxa de l'Audimat.
El 1986, crea Multicom, un grup de comunicació global. Amb l'expansió d'Internet crea un dels tot primers llocs web francesos de dimensió internacional.
Gérard Ayache dirigeix actualment Infométrie Arxivat 2008-05-11 a Wayback Machine. i escriu assaigs sobre els canvis socials.